# Sharon Vandromme
Sharon Vandromme, née le 2 octobre 1983 à Roulers, est une coureuse cycliste belge. Durant sa carrière, elle pratique le cyclisme sur route et sur piste.

## Biographie
Sharon Vandromme est issue d'une famille de cyclistes. Elle est la nièce de Marc Renier et de Ludo Vandromme, la fille de Rino Vandromme et la cousine de la femme de Gorik Gardeyn.
Issue de la piste, elle décroche en 2001 la médaille de bronze aux championnats d'Europe de vitesse juniors (moins de 19 ans). En 2008, elle devient championne de Belgique de course aux points.
Elle représente la Belgique lors de la course en ligne des Jeux olympiques de 2004, où elle se classe 21e. Elle participe également à trois reprises aux mondiaux sur route entre 2003 et 2006.

## Palmarès sur piste

### Championnats d'Europe
- Fiorenzuola d'Arda 2001 (juniors)
  -  Médaillée de bronze de la vitesse juniors

### Championnats nationaux
- 2008
  -  Championne de Belgique de course aux points
  - 3e du scratch

## Palmarès sur route
- 2002
  - 3e du championnat de Belgique du contre-la-montre
- 2003
  - 9e du Gran Premio Castilla y León
  - 10e du championnat d'Europe sur route espoirs
- 2005
  - 10e du Rotterdam Tour
- 2006
  - 10e du Tour des Flandres féminin